# Þorvalds þáttr víðförla
Þorvalds þáttr víðförla o la historia de Þorvald el viajero es una historia corta (o þáttr) escrita en nórdico antiguo que se conserva en Flateyjarbók. Sobrevive en tres versiones. Trata de un varego llamado Þorvaldr que es enviado a oriente para una misión cristiana por el emperador bizantino y asumir autoridad espiritual en la región. Junto a la saga de Kristni son las dos únicas obras donde aparece la figura de un Ármaðr (literalmente hombre de la cosecha) para ofrecer sacrificios y asperjar con agua sobre una piedra para expulsar a un espíritu molesto.